# محمدمهدی فروردین
محمدمهدی فروردین سیاستمدار اصولگرا و مربی فوتبال ایرانی است. او نماینده دوره یازدهم و دوازدهم مجلس شورای اسلامی بوده و در دوازدهمین دوره انتخابات مجلس شورای اسلامی با کسب ۳۶ هزار و ۴۱۰ رای از مجموع ۱۰۳ هزار و ۱۰۰ رای از حوزه انتخابیه فیروزآباد، فراشبند و قیر و کارزین از استان فارس برای دومین بار متوالی انتخاب گردد. همچنین او ضمن عضویت در کمسیون فرهنگی مجلس شورای اسلامی، ریاست فراکسیون ورزش و جوانان مجلس را عهده‌دار بوده و نماینده مجلس در شورای عالی ورزش نیز می باشد.
در دوره دوازدهم او عضو کمیسیون عمران مجلس شورای اسلامی بود و به عنوان رئیس مجمع نمایندگان استان فارس انتخاب شد.

## فعالیت های حوزه انتخابیه

### در حوزه بهداشت و درمان:
- فیروزآباد

1. راه اندازی اتاق تریاژ در بیمارستان قائم(عج) فیروزآباد
2. راه اندازی بخش دوم اتفاقات بیمارستان قائم(عج)
3. تامین اعتبار و پیگیری نتیجه‌بخش نماینده مردم و مسئولان بهداشت شهرستان جهت راه‌اندازی ساختمان کلینیک غربالگری سرطان و فشارخون شهرستان فیروزآباد
4. تامین اعتبار جهت تکمیل ساختمان مرکز سلامت امام حسن(ع) فیروزآباد
5. تامین بودجه جهت تکمیل ساختمان مرکز جامع سلامت شهید اکبری فیروزآباد
6. اختصاص یک دستگاه اتوبوس آمبولانس به اورژانس ۱۱۵ فیروزآباد
7. افتتاح مرکز درمان ناباروری (IUI) شهرستان فیروزآباد
8. تامین بودجه و پیگیری ساخت مرکز سلامت روستای پرزیتون بخش میمند
9. تامین اعتبار و افتتاح خانه پزشک شهر دهرم
10. افتتاح و بهره‌برداری از مرکز جامع سلامت شهید حیدر شهیدی شهر دهرم
11. اخذ مجوز انتقال خون فیروزآباد و پیگیری اهداء زمین و رایزنی جهت مشارکت خیرین سلامت
12. تصویب و راه اندازی دانشکده عالی سلامت فیروزآباد با دو رشته پرستاری و فوریت های پزشکی
13. اخذ موافقت اصولی و پیگیری تامین زمین مورد نیاز جهت احداث بیمارستان ۳۱۳ تختخوابی فیروزآباد
14. خروج بیمارستان قدیم فیروزآباد از لیست قطعی اموال مازاد و ملغی شدن فروش توسط دولت
15. اخذ مجوز ساخت دی کلینیک دولتی با ۴ اتاق عمل و تهیه نقشه فنی جهت احداث در بیمارستان قدیم
16. پیگیری تکمیل و افتتاح اورژانس شهری شماره۳ زمین شهری فیروزآباد
17. پیگیری و خرید دستگاه سی تی اسکن جهت بیمارستان فیروزآباد
18. پیگیری و خرید دستگاه اکسیژن ساز جهت بیمارستان فیروزآباد
19. پیگیری و خرید دو دستگاه چیلر جهت بیمارستان قائم(عج) به ارزش ۸ میلیارد تومان
20. پیگیری خرید یک دستگاه رادیولوژی به مبلغ ۲ میلیارد تومان
21. پیگیری جهت تکمیل و راه اندازی بخش دوم اتفاقات بیمارستان قائم(عج) فیروزآباد
22. پیگیری اخذ موافقت اصولی احداث بیمارستان ۲۲تخت خوابی میمند
23. خرید دستگاه سونوگرافی جهت درمانگاه امام رضا(ع) میمند
24. پیگیری و اخذ مجوز ارتقاء درمانگاه شهر میمند به درمانگاه تخصصی

- فراشبند

1. پیگیری تجهیز و تکمیل کسری‌های بیمارستان امام هادی فراشبند
2. پیگیری تامین اعتبار و خرید سیستم سرمایشی
3. پیگیری تامین اعتبار و خرید یک دستگاه سونوگرافی
4. پیگیری تامین اعتبار جهت خرید یک دستگاه ونتیلاتور ثابت
5. پیگیری تامین اعتبار جهت خرید یک دستگاه مانیتور علائم حیاتی
6. پیگیری تامین اعتبار جهت خرید یک دستگاه اتوآنالایزر
7. پیگیری تخصیص آمبولانس
8. پیگیری جهت خرید دستگاه اکسیژن ساز
9. پیگیری تامین بودجه و افتتاح مرکز خدمات جامع سلامت شهید حیدر شهیدی دهرم
10. پیگیری تامین بودجه و افتتاح دندانپزشکی مرکز دولت آباد
11. پیگیری تامین بودجه، تکمیل و تجهیز اورژانس سوارغیب
12. پیگیری تامین اعتبار و افتتاح خانه پزشک مرکزسلامت شهر دهرم
13. پیگیری تامین اعتبار و راه اندازی مرکز رادیولوژی شهر نوجین
14. پیگیری تامین بودجه خرید چهار دستگاه رادیو گرافی تک دندان برای چهار مرکز فراشبند، دهرم، نوجین و دولت آباد
15. تامین بودجه و راه اندازی مرکز رادیولوژی شهر نوجین
16. تامین بودجه و راه‌اندازی دندانپزشکی مرکز دولت‌آباد شهرستان فراشبند
17. تامین اعتبار و خرید دستگاه‌های رادیوگرافی تک دندان برای مراکز فراشبند، دهرم، نوجین، دولت‌آباد
18. تامین اعتبار و افتتاح خانه پزشک شهر دهرم
19. پیگیری تبدیل بیمارستان فراشبند جهت تبدیل به بیمارستان معین صنعت نفت

- قیر و کارزین

1. پیگیری طرح توسعه بیمارستان امام محمد باقر(ع) قیروکارزین
2. پیگیری تامین بودجه احداث مرکز سلامت شهرکارزین
3. پیگیری تامین بودجه و خریداری دستگاه دیالیز جهت بیمارستان امام محمدباقر(ع)
4. پیگیری جهت اختصاص یک دستگاه آمبولانس به ناوگان اورژانس ۱۱۵ قیروکارزین
5. پیگیری تامین بودجه احداث اورژانس زاخرویه و خرید آمبولانس و سایر تجهیزات
6. پیگیری و تامین بودجه احداث مرکز درمان و خانه پزشک علی آباد
7. پیگیری احداث مرکز درمان بستر بخش افزر
8. پیگیری تامین بودجه احداث مرکز سلامت اسلام آباد قیروکارزین
9. پیگیری تامین بودجه حصار کشی مرکز جامع سلامت زاخرویه
10. تعریض جاده فیروزآباد به قیر و کارزین
11. تحقق حق آبه سد سلمان برای کشاورزان شهرستان قیر و کارزین
12. ‌تامین اعتبار و خرید دستگاه مانیتورینگ علائم حیاتی (cardioset) جهت تجهیز مرکز سلامت دهستان هنگام شهرستان قیروکارزین
13. پیگیری جهت راه اندازی و تجهیز اتاق احیا (مانیتور پرتابل، گلوکومتر، دستگاه فشار خون، دستگاه نوار قلب، تخت بیمارستانی، شیب گیری محوطه) مرکز سلامت دهستان هنگام.
14. پیگیری راه اندازی واحد نمونه گیری آزمایشگاه مرکز سلامت دهستان هنگام
15. تامین اعتبار و پیشبرد پروژه در حال ساخت مرکز سلامت شهر کارزین
16. تامین اعتبار و پیشبرد ۱۰۰درصدی طرح توسعه بیمارستان امام محمدباقر(ع) شهرستان قیروکارزین
17. تامین اعتبار و خرید دستگاه دیالیز جهت بیمارستان امام محمد باقر(ع) شهرستان قیروکارزین
18. با پیگیری نماینده مردم احداث اورژانس زاخرویه شهرستان قیروکارزین
19. تکمیل خانه پزشک مرکز جامع سلامت علی‌آباد شهرستان قیروکارزین
20. تامین اعتبار ۴.۵ میلیارد تومان جهت تکمیل ساختمان در حال احداث مرکز درمان بستر بخش افزر شهرستان قیروکارزین
21. تامین اعتبار ساختمان در حال احداث مرکز سلامت‌ اسلام‌آباد شهرستان قیروکارزین

## کلان پروژه های حوزه انتخابیه
1. ساخت درمانگاه تأمین اجتماعی در شهرستان فیروزآباد
2. تکمیل پارت سوم بزرگراه شیراز به فیروزآباد
3. تعریض جاده بخش میمند از شهرستان فیروزآباد
4. اخذ مجوز انتقال خون و اختصاص زمین جهت ساخت در شهرتان فیروزآباد
5. راه اندازی دانشکده عالی سلامت فیروزآباد با دو رشته پرستاری و فوریت های پزشکی
6. اخذ مجوز ساخت دی کلینیک دولتی با ۴ اتاق عمل
7. اخذ موافقت اصولی احداث بیمارستان ۲۲تخت خوابی میمند
8. تحقق حق آبه سد سلمان برای کشاورزان شهرستان قیر و کارزین
9. تعریض جاده فیروزآباد به قیر و کارزین

## فعالیت های ملی
1. قانون مالکیت صنعتی برای حمایت از دارایی های فکری و حفظ حقوق مادی و معنوی مخترعان در مجلس یازدهم به تصویب رسید که بر اساس آن ضمن قانونمند شدن کشور در حوزه مالکیت صنعتی، از علائم و نام های تجاری نیز حمایت های لازم به عمل آمده است.
2. قانون مالیات بر ارزش افزوده با هدف حمایت از تولیدات داخل و حذف رانت ها با سامانه ای شدن سیستم مالیات در مجلس یازدهم اصلاح شد در این قانون با حذف مالیات از کالاهای ضروری مردم مانند مواد غذایی بهبود معیشت مردم نیز در نظر گرفته شده است و از سوی دیگر امکان پرداخت قسطی مالیات در فروش های اقساطی نیز فراهم گردیده است

## فعالیت های خاص رسانه ای شده
1. اعتراض به ریاست مجلس به دلیل عدم اعلام اسامی نمایندگانی که اقدام به دریافت خودرو نموده اند.«اعتراض نماینده فیروزآباد».
2. درخواست از وزیر نفت برای بومی محاسبه شدن نیروهای اهل فیروزآباد در فرایند جذب نیرو در مجموعه‌های نفت و انرژی پارس جنوبی.«بومی شدن نیروهای فیروزآباد».
3. الزام دولت به تعیین تکلیف معلمان نهضتی، غیرانتفاعی و پیش دبستانی.«تعیین تکلیف معلمان نهضتی، غیرانتفاعی و پیش دبستانی».
4. الزام وزارت جهاد کشاورزی جهت ایجاد زمینه لازم برای صادرات و خرید تضمینی لیمو ترش قیر و کارزین.«صادرات لیموترش قیر و کارزین».
5. تذکر جهت اجرای طرح همسان‌سازی بازنشستگان.«همسان ازی حقوق بازنشستگان».
6. مخالفت با شتاب‌‎زدگی برای افتتاح سد «هایقر».«مخالفت با افتتاح شتاب زده سد هایقر».
7. انتقاد از وزرای اقتصادی در جهت کنترل بازار.«انتقاد از وزرای اقتصادی».